# Mangyül Gungthang
Mangyül Gungthang was een koninkrijk in Zuidwest-Tibet (Ngari) dat rond 1265 werd gesticht.
Het koninkrijk viel onder jurisdictie van de sakyaorde. De heersers van dit kleine koninkrijk, dat van 1268 tot 1287 een van de dertien Tibetaanse tienduizendschappen vormde, waren de koningen van Gungthang. Ze regeerden onder de heerschappij van wisselende Centraal-Tibetaanse grootheren van dit rijk, van 1265 tot 1620.
Dzongkar (Witte Vesting) is de burcht van de koningen van Mangyül Gungthang.